# Лужки (Гур'євський міський округ)
Лужки (рос. Лужки) — селище Гур'євського міського округу, Калінінградської області Росії. Входить до складу Новомосковського сільського поселення.
Населення —  13 осіб (2015 рік). 

## Населення
| 2002 | 2010 | 2011 |
| ---- | ---- | ---- |
| 17   | ↘13  | →13  |